# Остоја Мијаиловић
Остоја Мијаиловић (Чачак, 25. мај 1979) српски је предузетник и спортски радник.

## Приватна каријера
Економиста и предузетник из Чачка, Мијаиловић је власник и генерални директор групације OMR. Од маја 2015. до априла 2016. године био је члан одбора ФК Партизан, а у септембру 2017. године именован је за председника КК Партизан. У децембру 2017. године указао је на то да је ова друга организација у великом дугу и да јој прети банкрот.

## Политичка каријера
Мијаиловић је био члан Нове Србије од 2000. до 2015. године. Служио је у градском већу у Чачку (тј. Извршном огранку општинске управе) са одговорношћу за мала и средња предузећа и био је једно време истакнути савезник градоначелника Војислава Илића, брат лидера Нове Србије Велимира Илића. Он је напустио Нову Србију да се би се потом прикључио Српској напредној странци 2015. године, одабирајући у том процесу да поднесе оставку на место већа на основу тога што је он био именован за своју бившу странку.
Добио је 116. место на прогресивној партији Александра Вучића — „Србија је победила” листе на парламентарним изборима у 2016. години и изабран је када је листа освојила већинску победу са 131 од 250 мандата. Тренутно је заменик члана парламентарне комисије за дијаспору и Србе у региону; заменик члана одбора за економију, регионални развој, трговину, туризам и енергетику; члан парламентарних група пријатељства са Аустријом, Кином, Хрватском, Кубом, Немачком, Италијом, Македонијом, Црном Гором, Русијом, Словенијом, Шпанијом и Уједињеним Краљевством.